# Convento de las Recogidas de Santa María Magdalena
El convento de las Recogidas de Santa María Magdalena o convento de Santa María Magdalena de la Penitencia fue una «casa real para mujeres arrepentidas, vulgo Recogidas», construido con ese propósito en la calle de Hortaleza de Madrid e inaugurado en mayo de 1623. Reconstruida su iglesia en 1897 y el edificio conventual en 1916, y luego abandonado, fue recuperado por la Unión General de Trabajadores, que instaló su sede en el edificio a finales de la década de 1980.

## Historia
La institución real, fundada en 1623, tuvo su antecedente en 1587, cuando la orden de monjas terciarias franciscanas (luego fue ocupado por las Monjas Cistercienses de Calatrava "hasta que se trasladaron a su nueva sede en la Sierra de Guadarrama, en Moralzarzal) emprendió la tarea de recoger “mujeres de mala” vida en el Hospital de Peregrinos de la calle Arenal. En mayo de 1623 fueron trasladadas al nuevo edificio conventual de la calle de Hortaleza, tras la decisión del entonces Presidente del Consejo de Castilla, Francisco de Contreras, de poner la institución bajo su protección.
Las recogidas solo podían salir de su enclaustramiento para casarse o si decidían tomar los hábitos (hacerse monjas). Finalmente, en 1744, se trasladó a este convento la Santa y Real Hermandad de Nuestra Señora de la Esperanza y Santo Celo, más conocida como Ronda del Pecado Mortal, fundada el 30 de diciembre de 1733.
En 1897 se procedió a la reconstrucción de la iglesia, obra encargada al arquitecto Ricardo García Guereta, y en 1916 Jesús Carrasco construyó un nuevo convento sobre el antiguo trazado. El conjunto fue incendiado en 1936 y reconstruido en la posguerra por la Comunidad de Monjas Cistercienses de Calatrava, quienes habitaron el lugar hasta su marcha el 1977. Conservada la iglesia y habiendo caído el convento en estado de abandono, fue adquirido por la UGT y rehabilitado como sede sindical, respetando la fachada. 
En mayo de 2022 fue "okupado" por diferentes colectivos de Madrid, entre ellos La Ingobernable, como protesta frente a la especulación, impidiendo así su conversión en un hotel.. El día 8 de ese mismo mes, fueron desalojados por la policía.